# مهارگر باکتری

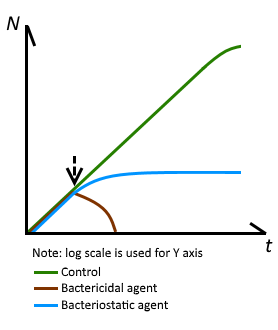
نمودار اثرات عوامل مهارگر باکتری در مقایسه با عوامل باکتری‌کش بر رشد باکتری‌ها

مهارگر باکتری یا باکتریواستاتیک (به انگلیسی: Bacteriostatic) به هر ماده‌ای گفته می‌شود که می‌تواند رشد و تکثیر باکتری‌ها را متوقف کند اما الزاماً باعث مرگ باکتری‌ها نمی‌شوند. باکتریواستاتیک‌ها بر اساس نوع کاربرد به گروه‌های گوناگونی چون گندزداها، ضدعفونی‌کننده‌ها، مواد نگهدارنده و آنتی‌بیوتیک‌ها تقسیم می‌شوند.
باکتری‌کش‌ها (Bactericide) نوع دیگری از مواد ضدباکتری هستند که قابلیت نابودسازی مستقیم سلول باکتری را داشته و از روش‌های مختلف منجر به نابودی باکتری می‌شوند.

## آنتی‌بیوتیک‌های مهارگر باکتری
آنتی‌بیوتیک‌های مهارگر باکتری از رشد و تقسیم سلولی باکتری جلوگیری می‌کنند تا دستگاه ایمنی بدن قادر به مقابله با عفونت شود. یک آنتی‌بیوتیک مهارگر باکتری می‌تواند از راه‌های مختلف مانع رشد باکتری شود. به عنوان نمونه، تتراسایکلین می‌تواند ریبوزوم باکتری را مهار کند تا ساخت پروتئین‌های جدید متوقف شود. درحالی‌که باکتری زنده است اما قادر به تکثیر نخواهد بود زیرا پروتئین لازم برای تشکیل سلول جدید ساخته نمی‌شود. هرچند تفکیک آنتی‌بیوتیک‌های مهارگر از باکتری‌کش‌ها دقیق نیست و حتی آنتی‌بیوتیک‌های مهارگر در غلظت بالا موجب مرگ بسیاری از باکتری‌ها می‌شوند ولی این آنتی‌بیوتیک‌ها اصولاً از گروه باکتریواستاتیک محسوب می‌شوند.
تتراسایکلین‌ها، ماکرولیدها، اتامبوتول، سولفانامیدها، نیتروفورانتوئین، اسپکتینومایسین، کلرامفنیکل، تریمتوپریم، کلیندامایسین، نووبیوسین مثال‌هایی از این‌گونه آنتی‌بیوتیک‌ها هستند.

## مواد نگهدارنده
مواد مهارگر باکتری، استفاده‌های بسیاری در ساخت مواد نگهدارنده دارند. مهارگرهای باکتری شرایط رشد باکتری را نامناسب می‌کنند. کارکرد مهارگر باکتری، شبیه به منجمدکردن، نمک‌سود کردن و دودی کردن موادغذایی است. چنین شرایطی سبب کند شدن رشد باکتری شده و عمر مفید مواد غذایی را افزایش می‌دهد.